# Родина (Падова)
Родина (итал. Rodina) је насеље у Италији у округу Падова, региону Венето.
Према процени из 2011. у насељу је живело 53 становника. Насеље се налази на надморској висини од 2 м.